# 庄启谦
庄启谦（1934年12月—），福建晋江人，是中国的貝類學家，專長於雙殻綱物種。
1956年毕业于厦门大学生物系，1962年毕业于中国科学院海洋研究所，从事海洋动物学专业。1982年前后，在中科院和福建省海洋所从事贝类分类学和潮间带生态学研究，参加过西沙群岛海洋生物调查。他同時亦是中国人民政治协商会议第七届及第八届的科学技术界委员。

## 作品列表
- 莊啟謙. . 海洋科學集刊. 1964, 5: 43–106 （中文（简体））.
- 庄启谦. 中国科学院中国动物志编辑委员会; 庄启谦 , 编. . 无脊椎动物 第24卷 软体动物门 双壳纲 帘蛤科 第1版. 北京（中国）: 科学出版社. 2001-01: 278 pp.  [2018-08-15]. ISBN 7-03-008511-6. （原始内容存档于2019-07-12） （中文（简体））.